# Centurion: Defender of Rome
Centurion: Defender of Rome (с англ. — «Центурион: Защитник Рима») — компьютерная игра в жанре глобальной пошаговой стратегии с элементами стратегии в реальном времени разработанная Bits of Magic и изданная Electronic Arts. Изначально выпущена для MS-DOS в 1990 году, позже была портирована на Amiga и Sega Genesis в 1991.

## Сюжет
В данной игре игроку предстоит выступить в роли защитника Рима. Игра начинается в Древнем Риме в 275 году до н. э., перенося игрока в сандалии центуриона римской армии, изначально возглавляющего один легион. Конечная цель игрока состоит в том, чтобы стать Цезарем через сочетание успешных военных завоеваний и внутренней политики «хлеба и зрелищ».

## Игровой процесс
Основная часть игры включает в себя пошаговое стратегическое планирование и управление на карте мира, а также морские и наземные сражения в режиме реального времени (с паузой и возможностью отдавать приказы во время неё) против различных врагов Римской империи, таких как кельты, карфагеняне и парфяне. Игра также включает в себя и дополнительные мини-игры, как гладиаторские бои (обязанностью игрока является привлечение финансирования), гонки на колесницах в Большом цирке и морские сражения. Существует также некоторого рода дипломатия (даже можно соблазнить королеву Клеопатру после формирования союза с Египтом).
Каждый ход в Centurion: Defender of Rome равен одному году. За ход игрок может совершить ряд действий. Для завоевания соседних земель необходимо передвинуть иконку своего легиона на близлежащую область. Представители региона будут вести переговоры. У игрока есть возможность попробовать уговорить их присоединиться к армии. В случае неудачных переговоров начинается битва. Легионом можно управлять во время битвы: выбрать вид построения и тактику боя. Победа в битве позволяет захватить провинцию, ограбить её и сформировать из её жителей новый римский легион. Чтобы избежать восстаний в захваченном регионе, жителей можно задобрить организацией развлечений.
Простой уровень сложности потребует на завоевание всех земель полсотни игровых лет. При более высоком уровне сложности этого добиться труднее, так как враги Рима становятся значительно агрессивнее и мощнее, легионеров не хватает, как и денежных средств.

## Создание
Дизайнер игры, Келин Бек, также был создателем нескольких игр компании Cinemaware и Centurion был похож на те игры, с «киношной» графикой, анимацией и звуковыми эффектами. На создание игры его вдохновил просмотр фильмов Бен-Гур и Спартак, рабочее название игры тогда было Caesar(рус.Цезарь). В команду разработчиков Bits of Magic, которые вместе создали игру, был включен Ники Робинсон.

## Оценки
PC-версия Centurion получила 3 из 5 звезд в Dragon. Другие журналы, однако, как правило, давали игре лучшие отзывы, с баллами в основном в диапазоне 75—90 %.
Computer Gaming World дал ему три-плюс звезды из пяти в 1990 году. Журнал похвалил VGA-графику и аудио, и сказал, что в игре, в отличие от точного исторического моделирования, Centurion «преуспевает замечательно … Тем, кто любил те старые гладиаторские фильмы» понравится. В 1993 году журнал дал игре две-плюс звезды.